# Bolszyje Lipiagi (obwód biełgorodzki)
Bolszyje Lipiagi (ros. Большие Липяги) – wieś w Rosji, w obwodzie biełgorodzkim, w rejonie wiejdielewskim. W 2010 liczyła 608 mieszkańców.